# Romuald Minkiewicz
Romuald Kazimierz Minkiewicz ps. Kazimierz Romin (ur. 27 stycznia 1878 w Suwałkach, zm. 25 sierpnia 1944 w Warszawie) – polski doktor biologii, autor studiów krytyczno-literackich, recenzji i polemik, brat generała Henryka Minkiewicza.

## Życiorys
Był synem Kazimierza, urzędnika skarbowego i Karoliny z Michałowskich. Ukończył w 1895 Gimnazjum w Mariampolu na Suwalszczyźnie, a następnie wyjechał do Petersburga, gdzie studiował nauki przyrodnicze na tamtejszym uniwersytecie. Od 1898 działał w Polskiej Partii Socjalistycznej, za co był dwukrotnie aresztowany. W 1900 złożył dyplom ukończenia nauki i przeniósł się na Uniwersytet w Kazaniu, gdzie przez cztery lata był asystentem w Katedrze Zoologii i Anatomii Porównawczej. Prowadził badania hydrobiologiczne w stacji słodkowodnej w Bołogoje, a następnie w słonowodnych w Sewastopolu, Banyuls-sur-Mer i Villefranche-sur-Mer. W 1904 obronił pracę doktorską i wyjechał do Warszawy, gdzie uczestniczył w walkach rewolucyjnych, został aresztowany i uwięziony w Cytadeli. Uwolniony z braku dowodów wyjechał do zaboru austriackiego, a następnie do Francji, a następnie do Belgii. Od 1905 przez rok pracował ponownie w stacji Villefranche sur Mer, a następnie postanowił pozostać na emigracji. Początkowo pracował na stacji w Roscoff i w Monako, a następnie przebywał w Paryżu i Brukseli. W 1917 przeniósł się do Warszawy, gdzie przez rok był zatrudniony w Zakładzie Fizjologii Towarzystwa Kursów Naukowych. Od listopada 1918 pracował naukowo w utworzonym i kierowanym przez siebie Zakładzie Biologii Ogólnej Towarzystwa Naukowego Warszawskiego. Minkiewicz walczył o wolność myśli. W jego Zakładzie, podobnie jak później u Jana Dembowskiego, znalazło się wielu Żydów.
W Instytucie Biologii Doświadczalnej im. Nenckiego był (1926–1931) jego przewodniczącym, skarbnikiem (1934) i członkiem prezydium (1920–1939). W 1920–1924 współorganizował z pierwszą polską Stację Hydrobiologiczną Instytutu Nenckiego na Wigrach.  Zajmował się etologią zwierząt i fizjologią percepcji.
Współzałożyciel (1920) Stowarzyszenia Wolnomyślicieli Polskich, w 1921 zabiegał wraz z Bolesławem Bierutem o utworzenie bezwyznaniowej gminy w Warszawie (był przez krótki czas jej przewodniczącym). Założył organ Stowarzyszenia Wolnomyślicieli „Myśl Wolna”, którą redagował (1922).
Minkiewicz zajmował się także literaturą: debiutował jako poeta w 1903 ogłaszając utwór Smutna bajka, Kołysanka robotnicza; swe wiersze i dramaty w stylistyce młodopolskiej publikował różnych czasopismach: „Krytyka”, „Myśl Wolna”, „Życie Wolne”, „Ogniwo”, „Przedświt”, „Sfinks”, „Trybuna”, „Naprzód”, „Nowa Gazeta”, „Robotnik”, „Wszechświat”. Jego dramaty o charakterze baśniowo-symbolicznym lub realistyczno-satyrycznym nie znalazły uznania i nie były wystawiane.
Zmarł na skutek postrzału w kolano podczas walk powstańczych, został pochowany na Cmentarzu Czerniakowskim w kwaterze IX.